# Preanimismo
Preanimismo es un término empleado por algunos evolucionistas e historiadores de las religiones para denotar concepciones y manifestaciones religiosas anteriores al animismo,en las que no se llega a personificar las fuerzas sobrenaturales.
Resulta inexacto no sólo porque presupone en las formas religiosas una sucesión cronológica -como máximo pudiera aceptarse su coexistencia con otros fenómenos preanimistas, por ejemplo, con el dinamismo y la magia-,sino también porque no se ha probado que se exclusivo, ni tampoco que haya sido necesariamente anterior a otras expresiones de la religiosidad.
- Datos: Q6084124